# Hesperoconopa dolichophallus
Hesperoconopa dolichophallus är en tvåvingeart som först beskrevs av Alexander 1948.  Hesperoconopa dolichophallus ingår i släktet Hesperoconopa och familjen småharkrankar. Inga underarter finns listade i Catalogue of Life.